# Virus Newcastleské nemoci
Virus Newcastleské nemoci (mezinárodním binominálním jménem Orthoavulavirus javaense, zkratka NDV z dřívějšího (do r. 2016) anglického druhového jména Newcastle disease virus) představuje prototypový kmen ptačího paramyxoviru sérotypu 1 (APMV-1). Je zařazován do rodu Orthoavulavirus, podčeledě Paramyxovirinae, čeledě Paramyxoviridae a řádu Mononegavirales. Nomenklatura používaná k označení influenzových virů se používá i u ptačích paramyxovirů. Virus je původcem Newcastleské nemoci ptáků.

## Charakterizace viru
NDV se vyznačuje značným pleomorfismem. Kromě kulatých (sférických) partikulí velikosti 100-500 nm se často nacházejí i vláknité (filamentózní) formy různé délky a silné kolem 100 nm. Genom viru je nesegmentovaný, tvořený jednovláknovou lineární RNA s negativní polaritou, která kóduje 6 proteinů – L, HN, F, P, NP a M. Struktura kapsidy je helikální (závitnicová). Nukleokapsida měří v průměru 18 nm a na elektronoptických snímcích je často pozorovatelná jako volná nebo vynořující se z disruptovaných partikulí ve formě či tvaru "rybí kostry". Je obalena lipidovým obalem s povrchovými projekcemi, které mají hemaglutinační a neuraminidázovou aktivitu.
Molekula jednovláknové RNA o mol. hmotností kolem 5×106 představuje asi 5 % z celkové hmotnosti virové partikule. Partikule obsahují 20-25 % lipidů buněčného původu a 6 % sacharidů. Mol. hmotnost virionu je kolem 500×106, hustotní gradient v sacharóze činí 1,18 - 1,20 g/ml.

## Biologické vlastnosti
Virus ND se vyznačuje řadou biologických a fyzikálně-chemických vlastností, které umožňují jeho odlišení od jiných paramyxovirů i typizaci jednotlivých kmenů viru. Za nejdůležitější z těchto vlastností se považují:

### Hemaglutinační aktivita
Kmeny NDV mají schopnost hemaglutinovat erytrocyty. Vlastní proces tvoří 2 fáze – nejdříve dojde k vazbě HN proteinu na povrchové receptory erytrocytu a potom k destrukci těchto receptorů neuraminidázou. Ve druhé fázi se virus od povrchu erytrocytů uvolňuje (eluce). Zatímco erytrocyty ptáků, obojživelníků, plazů, lidské, myší a morčecí jsou hemaglutinovány všemi kmeny NDV, je schopnost hemaglutinovat erytrocyty skotu, koz, ovcí, prasat a koní variabilní a závisí na kmeni viru. Podobně i ostatní ptačí paramyxoviry (APMV) hemaglutinují široké spektrum erytrocytů, opět ale s určitou variabilitou související s kmenem a sérotypem viru. Hemaglutinační aktivita koreluje s počtem virových partikulí v testovaném materiálu. Kromě erytrocytů je virus ND schopen za určitých podmínek aglutinovat i spermie.

### Neuraminidázová aktivita
Enzym neuraminidáza (mukopolysacharid N-acetyl neuraminyl hydroláza) je součástí HN proteinu a vlastní ho všichni příslušníci rodu Rubulavirus. Kromě eluce aglutinovaných erytrocytů se pravděpodobně také podílí na adsorpci (navázání) viru k povrchu buněk.

### Buněčná fúze a hemolýza
NDV hemolyzuje červené krvinky nebo způsobuje fúzi buněk. Po přilnutí viru k receptorům buněčného povrchu dochází ke splynutí virové a buněčné membrány, což vede ke tvorbě syncytií. Rigidní membrána erytrocytů po fúzi s virovou membránou lyzuje.

## Replikace viru NDV
Prostřednictvím HN polypeptidu přilne virus k receptorům buněčné membrány. Vlivem F proteinu fúzuje virová a buněčná membrána a nukleoprotein vnikne do buňky. Replikace začíná v cytoplasmě infikované buňky. Vzhledem k negativní polaritě genomové RNA dojde působením virové RNA transkriptázy k produkci komplementárních transkriptů s pozitivní polaritou, které slouží jako mRNA, a následnému využití buněčných mechanismů k translaci strukturálních proteinů a virového genomu. F protein je syntetizován jako nefunkční prekurzor (F0), který je štěpen buněčnými proteázami na F1 a F2. Rozštěpení prekurzoru F0 je nezbytnou podmínkou pro vznik infekčních partikulí viru. U některých kmenů NDV také dochází k posttranslačnímu štěpení HN polypeptidu. V buňce syntetizované virové proteiny jsou transportovány k buněčné membráně, která je jejich inkorporací modifikována. Po přiřazení nukleokapsidy k okrsku modifikované buněčné membrány se dospělé virové partikule uvolňují pučením z buněčného povrchu.

## Diferenciace kmenů NDV
Virulence izolovaných kmenů NDV se určuje laboratorním vyšetřením a biologickými testy na kuřatech. Většina terénních izolátů představuje heterogenní populaci virů, ze které je nutné před testací virulence připravit homogenní sublinie viru klonováním. Podle patogenity se rozlišují:
- Slabě patogenní až apatogenní (lentogenní) kmeny, které vesměs nevyvolávají klinicky se manifestující ani patologicky detekovatelné změny v hostiteli a které jsou převážně používány jako vakcinační kmeny viru, např. kmeny B1, F, La Sota, Ulster aj.,
- Vysoce patogenní (velogenní) kmeny, které způsobují až 100 % mortalitu kura domácího všech věkových kategorií, např. Milano, Herts, Essex ´70 aj. a
- Středně patogenní (mesogenní) kmeny, které svojí patogenitou stojí někde uprostřed předchozích kmenů, např. Roakin, kmen H aj.

## Rezistence k fyzikálním a chemickým činitelům
Biologické vlastnosti viru se ničí působením různých fyzikálních a chemických činitelů. Rychlost inaktivace je ovlivňována kmenem a koncentrací viru, dobou expozice, povahou suspenzního média obsahujícího virus aj.
Veškerá aktivita viru je zničena při teplotě 100 °C za 1 minutu. Při 56 °C dochází ke ztrátě infekčnosti, hemaglutinační aktivity a imunogenity za 5 minut až 6 hodin, při teplotě 37 °C za několik hodin až dní. Teploty pod bodem mrazu obecně umožňují přežívání viru i jeho dlouhodobé skladování. Virus ND je destruován působením UV světla podobně jako jiné paramyxoviry. Při pH pod 2 a nad 10 je infekčnost porušována až po několika hodinách působení.
Na působení chemických činitelů je NDV citlivý – všechny doposud známé virocidní látky rychle dezaktivují virus. Přítomnost většího množství bílkovin v substrátu obsahujícím virus snižuje účinnost dezinfekčních prostředků a zhoršuje inaktivaci viru. Formalin, beta-propiolakton a fenol za určitých podmínek ruší infekčnost viru, ale neporušují jeho imunogenní vlastnosti, čehož se využívá při výrobě inaktivovaných vakcín.
Stabilita viru ND ve vnějším prostředí je poměrně malá. Záleží na druhu kontaminovaného materiálu, např. zda se jedná o kadávery, trus, kontaminované technologické zařízení, krmivo, vodu, infekční aerosol ve vzduchu apod. Přítomnost bílkovin virus nejen chrání, ale snižuje i účinnost dezinfekčních prostředků. Letní teploty a sluneční záření usnadňují, kdežto teploty pod bod mrazu znesnadňují dezinfekci viru. Proto vlastní dezinfekci prostředí musí předcházet důkladná mechanická očista a při nižších teplotách také zvýšení teploty prostředí.

## Laboratorní systémy
NDV je schopen infikovat a pomnožovat se v mnoha ptačích druzích po experimentální infekci. Nejčastějším experimentálním zvířetem je kur domácí, jako přirozený hostitel. Patogenita jednotlivých kmenů viru pro kuřata se velmi liší. Zjišťuje se pomocí testů patogenity a vyjadřuje se nejčastěji jako intracerebrální (ICPI) nebo intravenózní (IVPI) patogenní index. Velogenní kmeny bez ohledu na způsob inokulace vyvolávají těžká onemocnění drůbeže s různými klinickými i patologickými příznaky a vysoký úhyn. Mesogenní kmeny způsobují akutní onemocnění a úhyny jen po intracerebrální inokulaci; při jiných způsobech infekce vzniká onemocnění mírnějšího charakteru a jen vzácně dochází k úhynům. Lentogenní kmeny vyvolávají jen mírné nebo inaparentní onemocnění a ani po intracerebrální infekci nedochází k úhynu kuřat.
Všechny kmeny NDV se dobře pomnožují v kuřecích embryích do vysokého titru a většinou také způsobují jejich úhyn. Jsou proto nejčastěji používány pro izolaci a pomnožování viru. Lentogenní kmeny viru nemusí vždy zabíjet embrya, zejména jsou-li ve žloutku přítomny specifické protilátky. Průběh infekce embryí je ovlivňován řadou faktorů – úhyn embryí je rychlejší u vajec inkubovaných kratší dobu (aplikace do žloutkového vaku), při použití vysokých dávek viru, při intravenózní aplikaci a při teplotě inkubátoru nad 37 °C. Nejvyšší titry viru se zjišťují v embryonálních tekutinách 24-48 hodin a ve slezině a plicích embryí 2-6 hodin před úhynem embryí.
NDV se pomnožuje ve velkém počtu primárních buněk mnoha ptačích i některých savčích druhů a v řadě buněčných linií. Produkovaný cytopatogenní efekt (CPE) je charakterizován změnami permeability buněčné membrány pro buněčná barviva, vznikem syncytií a zánikem buněk. Tvorba plaků v kuřecích embryonálních fibroblastech, jejich velikost a morfologie mají určitý vztah k virulenci kmenů NDV pro kuřata. Velogenní a mezogenní kmeny vytvářejí v buněčných kulturách plaky snadno a poměrně rychle, zatímco lentogenní kmeny vyžadují přítomnost DEAE (diethylaminoethyl) a hořčíku, příp. trypsinu.

## Patogenita
Patogenita viru ND pro kura domácího je určována zejména kmenem viru a jeho virulencí. Vliv mají ale také velikost dávky, způsob aplikace, věk a imunitní stav hostitele a podmínky vnějšího prostředí. Genetická variabilita linií a kmenů drůbeže se celkem na vnímavosti k infekci neprojevuje.
Virulentnější kmeny viru vyvolávají mnohem těžší infekce, s vysokou morbiditou a mortalitou, kdežto lentogenní kmeny jen mírné až subklinické infekce. Některé velogenní kmeny způsobují úhyn drůbeže po aplikaci minimálního počtu partikulí viru, zatímco jiné vyžadují miliony a více infekčních jednotek; některé kmeny nevyvolávají mortalitu ani po enormně vysokých dávkách. Přirozené způsoby infekce, jako jsou orální, intranazální, okulární nebo aerogenní infekce, vyvolávají zejména respirační příznaky onemocnění, zatímco parenterální aplikace zvyšují četnost nervových příznaků.
Čím mladší drůbež je postižena, tím jsou příznaky onemocnění závažnější. Rovněž vysoká teplota prostředí zvyšuje vnímavost k onemocnění a nemocná drůbež vykazuje příznaky zejména nervového charakteru.